# بيتر ديفيز (لاعب كرة قدم)
بيتر ديفيز (بالإنجليزية: Peter Davies)‏ (1 يوليو 1942 في المملكة المتحدة - ) هو لاعب كرة قدم ويلزي في مركز الهجوم.